# 犬鳴

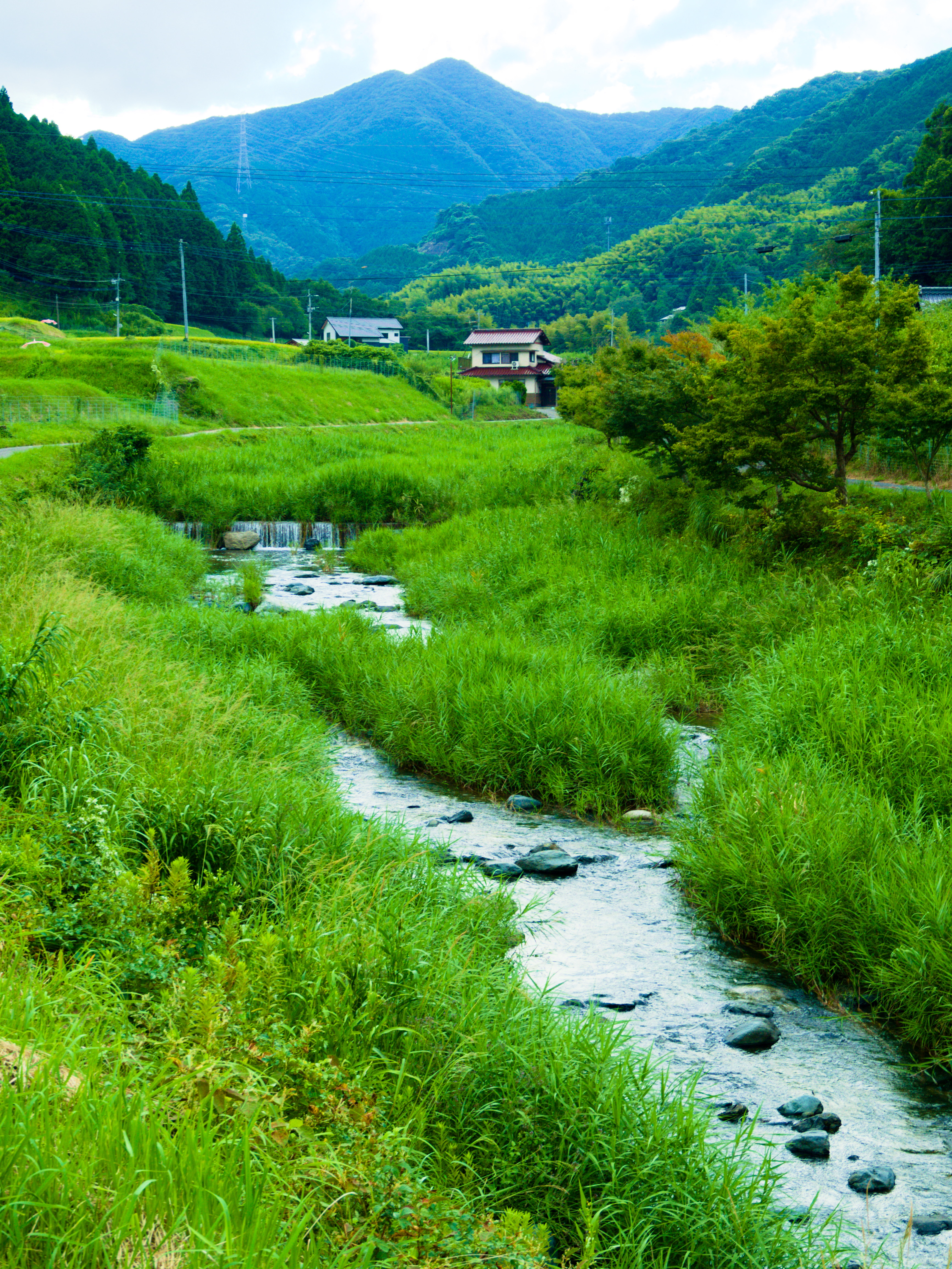
流經福岡縣宮若市的犬鳴川，背景遠處的山區即為犬鳴山及犬鳴地區

犬鳴是位於日本福岡縣宮若市西南部山區內的大字地名，名稱源自其南部的犬鳴山，宮若市內的主要河川犬鳴川亦發源於此，東側為被稱為福岡市奧座敷的脇田溫泉；不過目前此地區已無居住人口。公路福岡縣道21號福岡直方線和鐵路山陽新幹線都通過此地區。

## 歷史
過去在犬鳴山山頂曾建有熊城，為過去統治筑前的宗像氏的據點之一。
雖然在日本有個被廣為流傳的犬鳴村傳說的都市傳說，但實際上犬鳴地區過去在1691年至1889年期間是名為犬鳴谷村的聚落，但當時的主要聚落位置大多位於現在的犬鳴水庫中。

### 犬鳴谷村

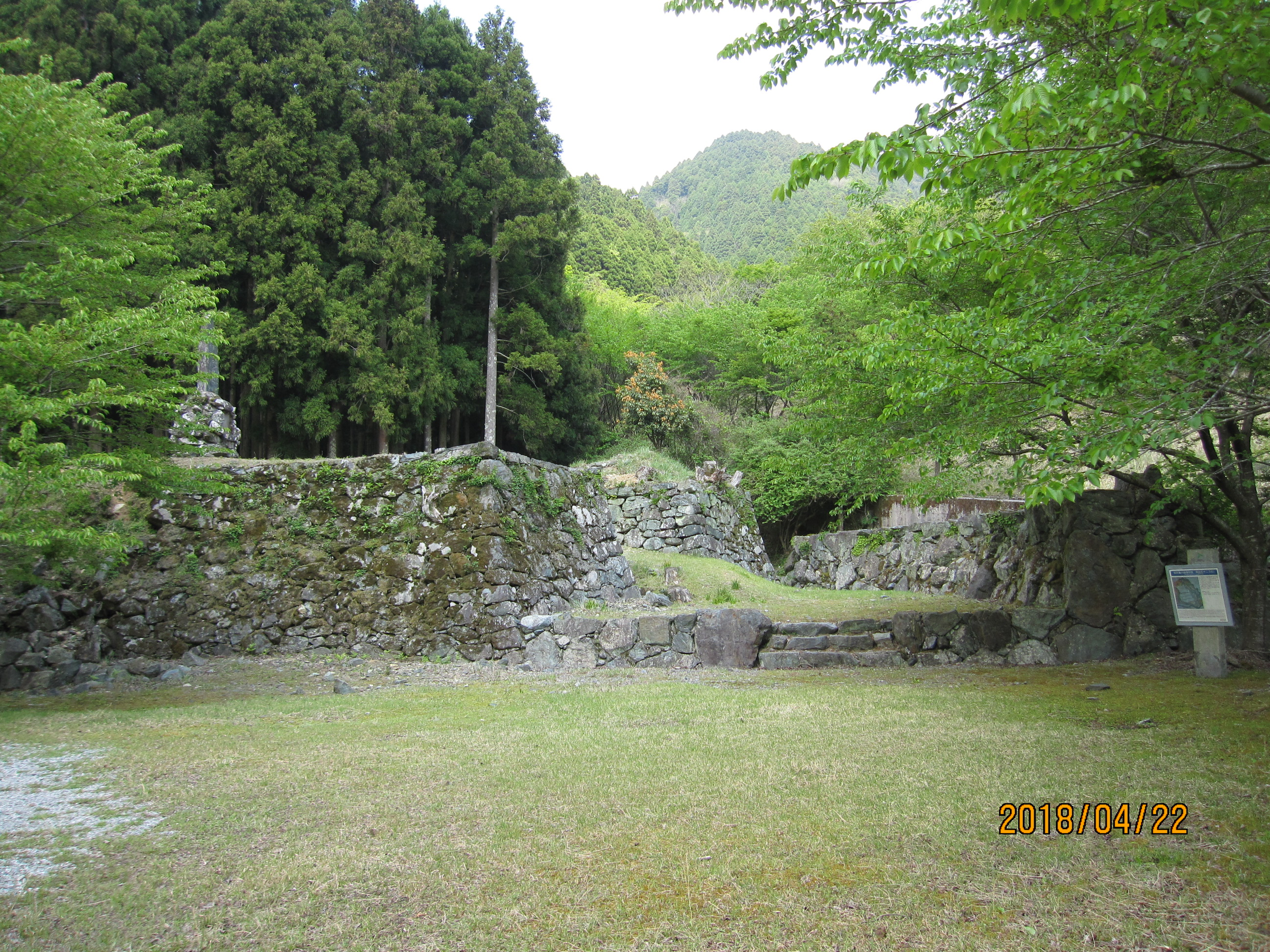
犬鳴御別館遺跡

在江戶時代此地屬於鞍手郡吉川庄犬鳴谷，為福岡藩的領地，1615年福岡藩開始在犬鳴山大規模種植林地，並開設經犬鳴峠自福岡城下通往此地的道路；1691年福岡藩為管理此地的藩有林地，任命御譜代組足輕篠崎氏、藤嶌氏、三浦氏、赤星氏、渡邊氏、水上氏、安永氏、寶部氏多個武士家族自福岡城下地行町遷至此地，也因此組成了犬鳴谷村。
此後犬鳴谷村曾利用山林資源先後生產木炭、和紙；1748年幕府將高麗參的種子賜給福岡藩後，福岡藩也開此在此栽種高麗參。
江戶時代末期，為了預防可能來自外國船隻的威脅，1854年在家老加藤司書的主導下開始在本地建立製鐵所嘗試生產鐵；1864年進一步在此地興建了具有城郭結構適合防守的犬鳴御別館，以預備當發生戰事時可以做為藩主躲藏的據點。

### 大字犬鳴
1889年時，犬鳴谷村共有24戶118位居民，同年日本實施町村制，犬鳴谷村與附近的脇田村、綠山畑村、小伏村、乙野村合併設立為近代行政區劃吉川村，此後犬鳴即成為吉川村內的一個聚落；1955年隨著吉川村被併入若宮町，成為「若宮町大字犬鳴」。
1986年由於犬鳴的主要聚落成為犬鳴水庫的預定地，大部分居民遷居至至東側的脇田地區後水庫也開始動工，1994年後水庫完工後，也使原本的聚落沉入水庫之中。
2006年若宮町再次合併為宮若市，地名再隨之變更為「宮若市犬鳴」。在2015年的人口統計資料中，犬鳴地區已經無人居住。

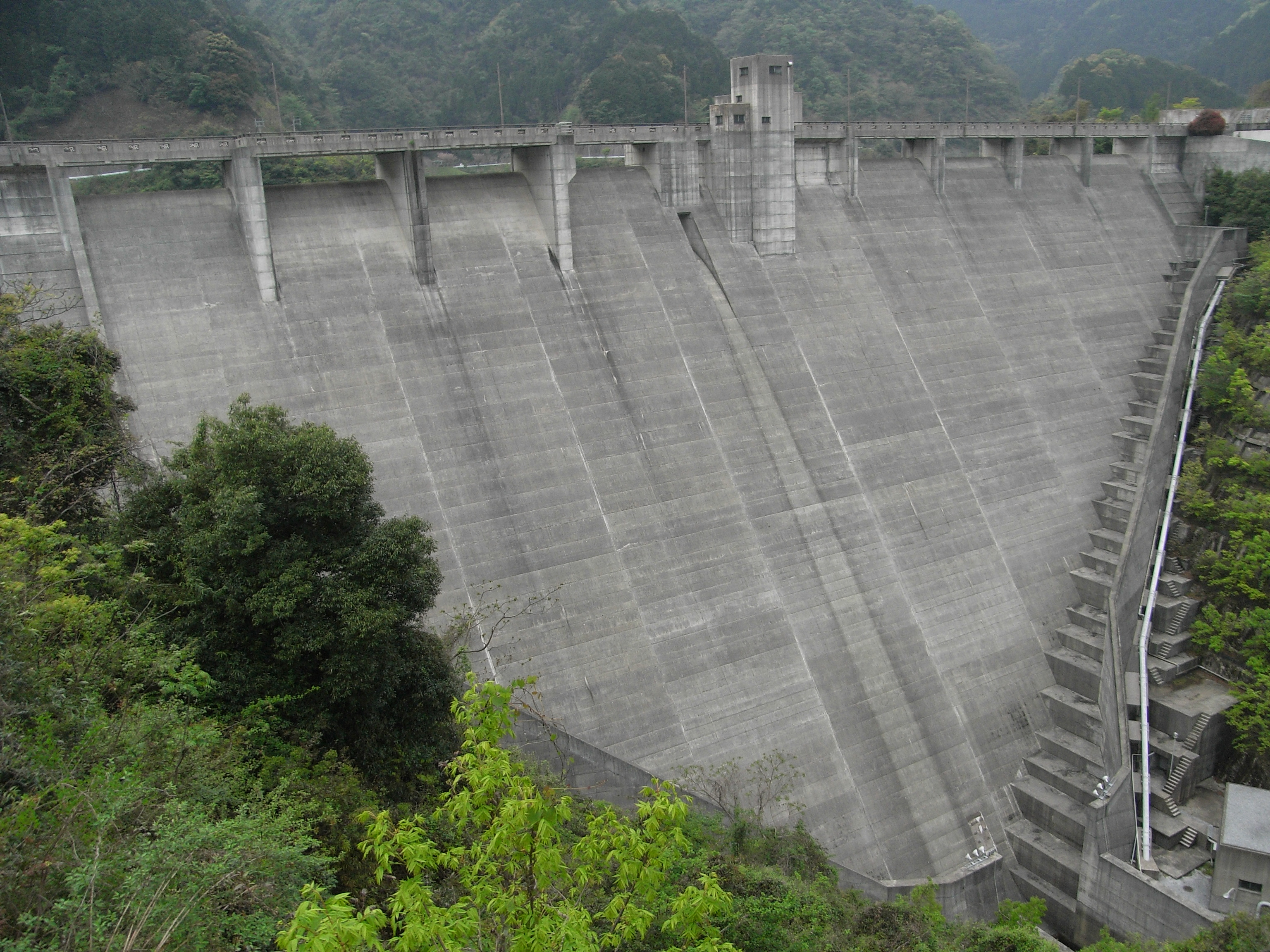
犬鳴水壩
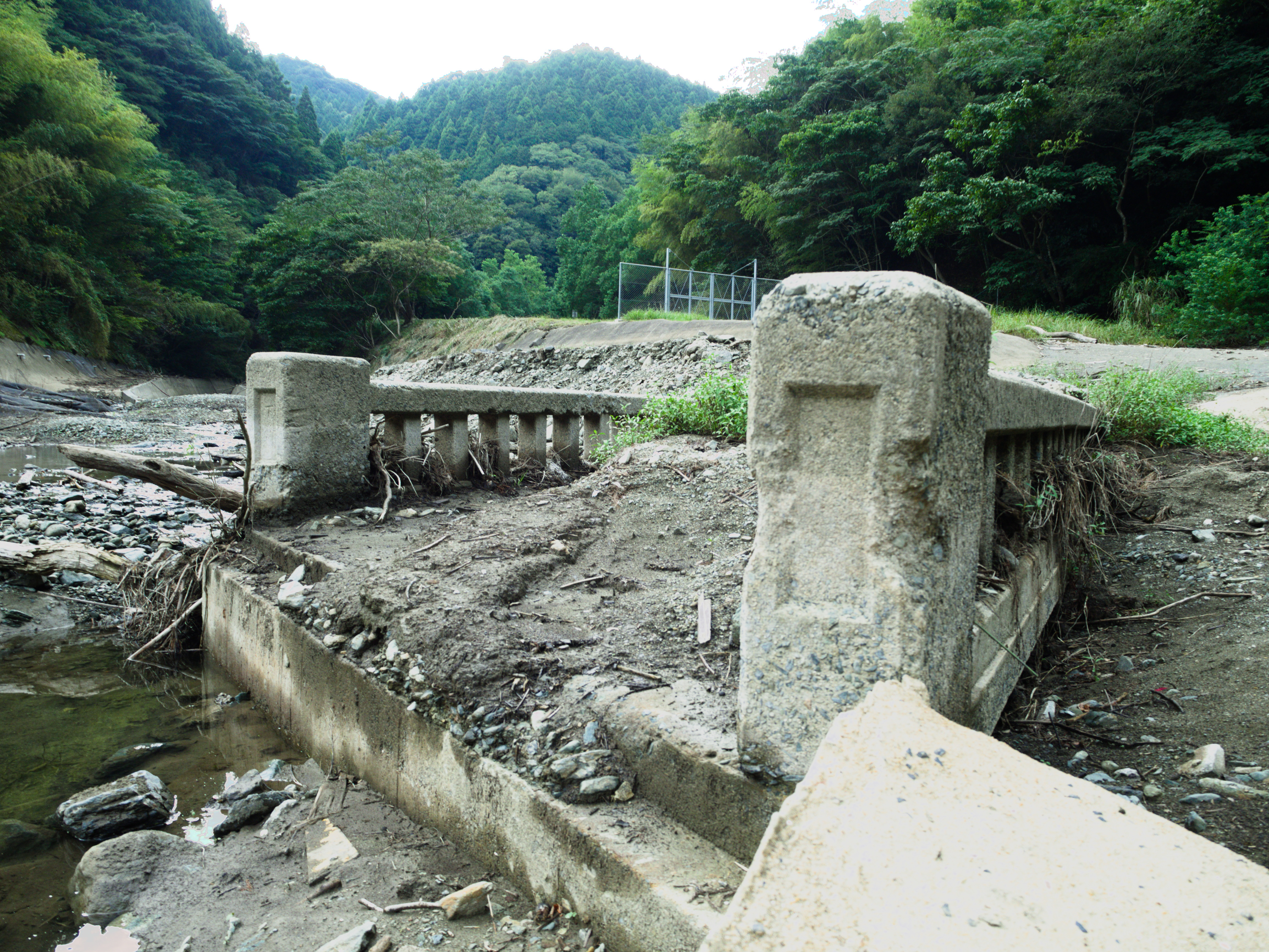
過去犬鳴地區的下谷橋遺跡，現已被水庫的水淹沒，當水位較低時可以見到

## 犬鳴村傳說
有個都市傳說的內容為在舊犬鳴隧道附近有一個法律無法管到的可怕村落「犬鳴村」，進入該村落的人都無法活著回來，該傳說中的「犬鳴村」一般都被認為位於犬鳴地區。